# Last Desert
Last Desert ist ein Jazzalbum von Liberty Ellman. Die 2019 entstandenen Aufnahmen erschienen am 27. März 2020 auf Pi Recordings.

## Hintergrund
Auf seinen bisherigen  Alben arbeitete Ellman mit Quintett- und Sextettbestzungen; auf seinem dritten Album Ophiucous Butterfly (2006)  fügte der Gitarrist neben Mark Shim am Tenorsaxophon und der Rhythmusgruppe noch Steve Lehman am Altsaxophon und José Davila (Tuba) hinzu, wodurch die Musik komplexer wurde. Dieselbe Band, die in Ellmans Album Last Desert agiert, spielte auch 2015 auf Radiate, Damion Reid erneut am Schlagzeug und Jonathan Finlayson (Trompete) anstelle von Mark Shims Tenor; hinzu kommt der Bassist Stephan Crump. Obwohl einige Passagen klar komponiert sind, verwischen andere die Grenze zwischen geschriebener und improvisierter Ensemble-Arbeit, so dass die Musik für immer im Fluss zwischen Ellmans Absichten und den Stimmen seines Ensembles zu sein scheint, schrieb J.D. Considine.

## Titelliste
- Liberty Ellman: Last Desert (Pi Recordings PI85)[3]

1. The Sip  5:16
2. Last Desert I  7:30
3. Last Desert II  7:38
4. Rubber Flowers  5:54
5. Portals  8:35
6. Doppler  4:51
7. Liquid  5:11

- Alle Kompositionen stammen von Liberty Ellman.

## Rezeption
Thom Jurek verlieh dem Album in Allmusic vier (von fünf) Sternen und meint, im Gegensatz zu vielen seiner Kollegen, die Gitarre spielen, versuche Ellman selten, mit Technik und Intensität zu blenden. Stattdessen sei „die identifizierende Signatur sowohl in seinem Spiel als auch in seinem Komponieren eine intime, kommunikative Sprache, die emotionale Intimität und ökonomische Melodielinien mit komplizierten rhythmischen und räumlichen Signaturen in Einklang bringt.“ Die Kompositionen von Last Desert böten eine harmonische Tiefe und rhythmische Breite im Zusammenspiel, schrieb Jurek weiter, „die breiter und tiefer geht als alles, was Ellman zuvor getan hat. Obwohl er nicht der auffälligste Gitarrist oder Komponist ist, verbinden sich seine inhärente Lyrik, seine expansiven Tonalitäten und üppigen Texturen mit einer sorgfältig kontrollierten Dynamik, die es seinen Sidemen ermöglicht, im Moment anfällig für die Musik zu sein, die sie spielen.“ Diese Eigenschaften, die in Last Desert so häufig vorkommen, zeigten, dass Ellman einer der kompetentesten und ansprechendsten Komponisten und Stilisten des modernen Jazz sei.
Will Layman schrieb in Pop Matters, Gitarrist Liberty Ellman habe eine Vielseitigkeit und gleichzeitig eine Leichtigkeit entwickelt, mit der er über eine komplexe neue Jazzkomposition in Henry Threadgills Zooid-Band improvisiert oder wenn er mit dem Sänger Somi polyrhythmischen Afropop-Jazz spielt. Ellman habe bislang mehrere Aufnahmen auf Pi Recordings vorgelegt, „und jede bringt ihn näher an einen Komponisten und Spieler heran, der zunehmend ernsthafte Aufmerksamkeit verlangt“. Im Ergebnis sei das Album „ein aufregendes Abenteuer, aber keine Prüfung“, meint Layman. Die Musik verlangt, dass man sorgfältig aufpassen, aber nicht, dass man harte Tonalitäten tolerieren müsse. Fesselnd seien die ungewöhnlichen Strukturen; der allgemeine Einfluss von Henry Threadgills Kompositionen seien unverkennbar, aber Liberty Ellman bringe „eine vernünftige Schicht Sahnehäubchen auf den Kuchen seines Chefs.“

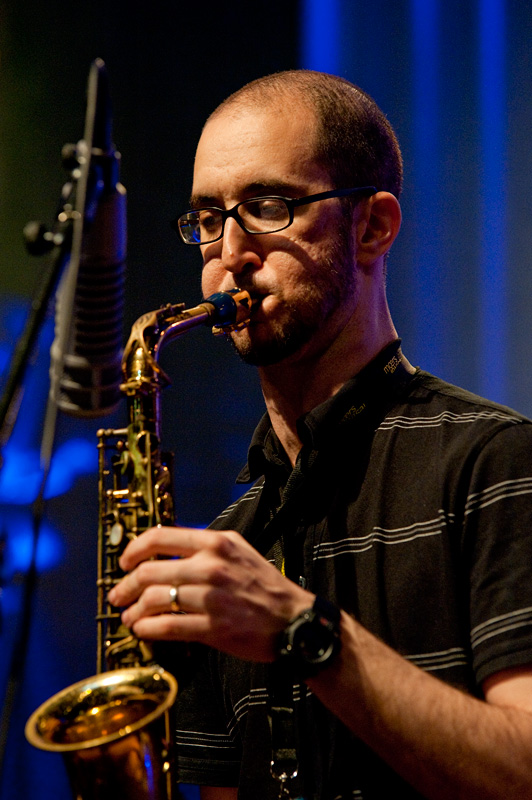
Steve Lehman auf dem moers festival 2010

Nach Ansicht von J.D. Considine, der das Album in JazzTimes rezensierte, habe Last Desert, das als eine Auftragskomposition des New Jazz Works-Programms von Chamber Music America entstand, als solches die Anmutung einer „neuen Musik“. Ellman greife auch nicht auf die traditionelle Jazz-Abgrenzung zwischen rhythmischen und melodischen Rollen zurück, da sich Crumps Coll’Arco-Linien und seine eigenen Single-Notes regelmäßig mit den Hörnern vermischen, während Damion Reids Schlagzeugspiel oft weniger mit Zeit(kontrolle) zu tun hat als mit der Verstärkung des Kontrapunkts des Ensembles. Steve Lehmans Alt sei wie immer flink und ausdrucksstark, und die Art und Weise, wie er in „Last Desert II“ vom „klaren Ton zum leidenschaftlichen Kreischen übergeht, ist wirklich beeindruckend, während Jonathan Finlaysons Trompete der Inbegriff moderner Blechbläser-Coolness ist.“ Aber es sei der Tubist Jose Davila, so der Autor, der am meisten beeindrucke, nicht durch seine Fertigkeiten im oberen Register, sondern weil er das untere Ende des Instruments so ausdrucksstark nutzt und Pedaltöne anbietet, die ihn sogar unter Crumps Reichweite bringen.
S. Victor Aaron schrieb in Something Else!, Last Desert sei ein zerebraler Jazz, der jedoch die Unordnung einiger Musik vermeide, die häufig in diese Kategorie fällt. Ellmans Kompositionen sind das, was man als „Geschichtenerzählen ohne Worte“ bezeichnen könnte. Sie enthalten oft Mini-Bewegungen oder Kapitel, in denen die Handlung vorwärts geht, um den Hörer zu beschäftigen. Ellman mag es, wenn seine Songs auch wie eine Geschichte wirken. Er beginnt zurückhaltend, nimmt das Tempo in der Mitte auf und findet am Ende eine Lösung. Und es bleibt immer viel Spielraum für individuelle Improvisation, um all diese Fähigkeiten zu nutzen.
Jeder einzelne Moment des Albums hat eine Unmittelbarkeit, schrieb Dave Sumner in Bandcamp Daily. „Die Art und Weise, wie Liberty Ellman den Hörer von einer Passage zur nächsten führt, hält das Ohr immer fokussiert. Dies entspricht dem Gehen durch gewundene Tunnel, in denen die Sichtlinien ständig durch scharfe Kurven unterbrochen werden. Der beste Ansatz besteht also darin, sich auf die wenigen Meter vor Ihnen zu konzentrieren. Der Gitarrist, der wohl am besten als Mitarbeiter von Henry Threadgill bekannt ist, hat eine Erfolgsgeschichte darin, Musik zu machen, die ihren eigenen Weg geht. Sein letztes ist keine Ausnahme.“
Die Redaktion von JazzTimes listete das Album auf Rang 34 der besten Neuveröffentlichungen des Jahres.